# 勒贝格测度
在测度论中，勒贝格测度（Lebesgue measure）是欧几里得空间上的标准测度。对维数为1，2，3的情况，勒贝格测度就是通常的长度、面积、体积。它广泛应用于实分析，特别是用于定义勒贝格积分。可以赋予勒贝格测度的集合称为勒贝格可测集；勒贝格可测集 A 的测度记作 λ (A) 。一般來說，我們允許一个集合的勒贝格测度为 ∞ ，但是即使如此，在假设选择公理成立时，Rn 仍有勒贝格不可测的子集。不可测集的“奇特”行为导致了巴拿赫-塔斯基悖论这样的命题，它是选择公理的一个结果。
勒贝格测度以法国数学家昂利·勒贝格命名。勒贝格于1901年首次提出这一测度，次年又给出勒贝格积分的定义，并收录进他的学位论文中。

## 问题起源
人们知道，区间的长度可以定义为端点值之差。若干个不交区间的并的长度应当是它们的长度之和。于是人们希望将长度的概念推广到比区间更复杂的集合。
我们想构造一个映射 m ，它能将实数集的子集 E 映射到非负实数 m(E) ，並称这個数为集合 E 的测度。最理想的情况下，m 应该具有以下性质：
- m 对于实数集的所有子集 E 都有定义。
- 对于一个区间 [a, b]，m([a, b]) 应当等于其长度 b − a。
- m 具有可数可加性。如果 (En) 是一列不相交的集合，并且 m 在其上有定义，那么 {\displaystyle m\left(\bigcup _{n}E_{n}\right)=\sum _{n}m(E_{n})} ，其中 ⋃ 表示聯集。
- m 具有平移不变性。設集合 E 及 E+k = {x+k : x ∈ E} （即將 E 的每個元素各加上同一個實數 k 所得到的集合），則 m(E+k) = m(E) 。

遗憾的是，这样的映射是不存在的。人们只能退而求其次，寻找满足其中部分条件的映射。勒贝格测度是满足后三条性质的例子。另一个例子是若尔当测度，它只满足有限可加性。

## 定义
区间{\displaystyle I=[a,b]}的长度定义为{\displaystyle |I|=b-a}。对{\displaystyle E\subseteq \mathbb {R} }，勒贝格外测度定义为
对每一列能覆盖{\displaystyle E}的开区间{\displaystyle \{I_{k}\}_{k\in \mathbb {N} }}，作长度和{\displaystyle \mu =\sum _{k=0}^{\infty }{|I_{k}|}}。所有这些{\displaystyle \mu }组成一个有下界的数集，下确界称为勒贝格外测度，记做{\displaystyle \lambda ^{*}(E)}。
勒贝格测度定义在勒贝格σ代数上。若集合{\displaystyle E}滿足：
對所有{\displaystyle A\subseteq \mathbb {R} }，皆有{\displaystyle \lambda ^{*}(A)=\lambda ^{*}(A\cap E)+\lambda ^{*}(A\cap E^{c}),}
則{\displaystyle E}為勒贝格σ代数的元素，稱為勒貝格可測集。对勒贝格可测集，其勒贝格测度{\displaystyle \lambda (E)}就定義為勒贝格外测度{\displaystyle \lambda ^{*}(E)}。
不在勒贝格σ代数中的集合不是勒贝格可测的，这样的集合确实存在，故勒贝格σ代数严格包含于{\displaystyle \mathbb {R} }的幂集。

## 例子
- 任何区间都是勒贝格可测的。闭区间{\displaystyle [a,b]}、开区间{\displaystyle (a,b)}的勒贝格测度都等于区间长度{\displaystyle b-a}。
- 如果 A 是区间 [a, b] 和 [c, d]的笛卡尔积，则它是一个长方形，测度为它的面积 (b−a)(d−c)。
- 博雷尔集都是勒贝格可测的。反之不然，存在不是博雷尔集的勒贝格可测集。
- 可数集的勒贝格测度为0。特别是，有理数集的勒贝格测度为0，尽管有理数集是稠密的。
- 康托尔集是一个勒贝格测度为零的不可数集的例子。
- 假设决定性公理成立，则实数集的所有子集都是勒贝格可测的。假设选择公理成立，则可以构造出勒贝格不可测的集合，例如维塔利集。决定性公理与选择公理是不相容的。
- 奥斯古德曲线（Osgood curve）是平面简单曲线，但具有大于0的勒贝格测度。龙形曲线是另一个例子。

## 性质
設集合 A 与 B 是在 Rn 上的集合。勒贝格测度有如下的性质：
1. 如果 A 是一列区间 (In) 的笛卡爾積 {\displaystyle \prod _{n}I_{n}} ，則 A 是勒贝格可测的，并且 {\displaystyle \lambda (A)=\prod _{n}\left|I_{n}\right|}  ，其中 | I | 表示区间 I 的长度。
2. 如果 A 是有限个或可数个两两互不相交的勒贝格可测集 (En) 的并集，则 A 也是勒贝格可测的，并且  {\displaystyle \lambda \left(A\right)=\sum _{n}\lambda (E_{n})}。
3. 如果 A 是勒贝格可测的，那么它相对于{\displaystyle \mathbb {R} ^{n}}的补集也是可测的。
4. 对于每个勒贝格可测集 A ， {\displaystyle \lambda (A)\geq 0} 。
5. 如果 A 與 B 是勒贝格可测的，且 A ⊆ B ，則 {\displaystyle \lambda (A)\leq \lambda (B)} 。
6. 可数多个勒贝格可测集的交集或者并集，仍然是勒贝格可测的。
7. {\displaystyle \mathbb {R} ^{n}}上的博雷爾集（即由開集經可數多次交、並、差運算得到的集合）都是勒贝格可测的。[1][2]
8. 勒贝格可测集“几乎”是开集，也“几乎”是闭集。具体来说，{\displaystyle E}是勒贝格可测集当且仅当对任意的{\displaystyle \varepsilon >0}存在开集{\displaystyle G}与闭集{\displaystyle F}使得{\displaystyle F\subset E\subset G}且{\displaystyle \lambda (G\setminus F)<\varepsilon }。此性质曾用来定义勒贝格可测性。（见勒贝格测度的正则性定理）
9. 勒贝格测度既是局部有限的，又是内正则的，所以是拉东测度。
10. 非空开集的勒贝格测度严格大于0，所以勒贝格测度的支集是全空间{\displaystyle \mathbb {R} ^{n}}。
11. 如果 A 是勒贝格零测集，即 {\displaystyle \lambda (A)=0} ，则 A 的任何一个子集也是勒贝格零测集。
12. 如果 A 是勒贝格可测的，且 B = {x+k : x ∈ A} （即將 A 平移 k 個單位），則 B 也是勒贝格可测的，并且 {\displaystyle \lambda (B)=\lambda (A)} 。
13. 如果 A 是勒贝格可测的，且 B = {kx : x ∈ A} （即將 A 縮放 k 倍，{\displaystyle k>0}），則 B 也是勒贝格可测的，并且 {\displaystyle \lambda (B)=k^{n}\cdot \lambda (A)} 。
14. 更一般地，设 T 是一个线性变换，det(T) 為其行列式。如果 A 是勒贝格可测的，则 T(A) 也是勒贝格可测的，并且 {\displaystyle \lambda (T(A))=|\det(T)|\lambda (A)} 。
15. 設 f 是一个從 A 到{\displaystyle \mathbb {R} ^{n}}上的连续单射函数。如果 A 是勒贝格可测的，则 f(A) 也是勒贝格可测的。

简要地说，{\displaystyle \mathbb {R} ^{n}}的勒贝格可测子集组成一个包含所有区间的笛卡尔积的σ-代数，且 λ 是其上唯一的完备的、平移不变的、满足{\displaystyle \lambda ([0,1]\times [0,1]\times \cdots \times [0,1])=1} 的测度。
勒贝格测度是σ-有限测度。

## 零测集
{\displaystyle \mathbb {R} ^{n}}的子集 A 是零测集，如果对于任意{\displaystyle \varepsilon >0}，A 都可以用可数多个盒（即 n 個区间的乘积）来覆盖，且其总体积最多为{\displaystyle \varepsilon }。所有可数集都是零测集。
如果{\displaystyle \mathbb {R} ^{n}}的子集的豪斯多夫维数小于{\displaystyle n}，那么它是关于{\displaystyle n}维勒贝格测度的零测集。在这里，豪斯多夫维数是相对于{\displaystyle \mathbb {R} ^{n}}上的欧几里得度量（或任何与其利普希茨等价的度量）而言。另一方面，一个集合可能拓扑维数小于{\displaystyle n}，但具有正的{\displaystyle n}维勒贝格测度。一个这样的例子是史密斯-沃尔泰拉-康托尔集，它的拓扑维数为0，但1维勒贝格测度为正数。
为了证明某个集合A是勒贝格可测的，我们通常尝试寻找一个“较好”的集合B，与A 的对称差是零测集，然后证明B可以用开集或闭集的可数交集和并集生成。

## 勒贝格测度的构造
勒贝格测度的现代構造基于外测度，并应用卡拉西奥多里扩张定理。
固定{\displaystyle n\in \mathbb {N} .}{\displaystyle \mathbb {R} ^{n}}中的盒子是形如{\displaystyle B=\prod _{i=1}^{n}[a_{i},b_{i}]}的集合，其中{\displaystyle b_{i}\geq a_{i}}，连乘号代表笛卡尔积。盒子的体积定义为{\displaystyle \operatorname {vol} (B)=\prod _{i=1}^{n}(b_{i}-a_{i})}
对于{\displaystyle \mathbb {R} ^{n}}的任何子集A，可以定义它的外测度{\displaystyle \lambda ^{*}(A):}
{\displaystyle \lambda ^{*}(A)=\inf {\Bigl \{}\sum _{B\in {\mathcal {C}}}\operatorname {vol} (B):{\mathcal {C}}}是可数个盒子的集合，它们的并集覆盖了{\displaystyle A{\Bigr \}}.}
然后定义集合A为勒贝格可测的，如果对于所有集合{\displaystyle S\subset \mathbb {R} ^{n}}，都有：
{\displaystyle \lambda ^{*}(S)=\lambda ^{*}(A\cap S)+\lambda ^{*}(S\setminus A).}
这些勒贝格可测的集合形成了一个σ代数。对于任何勒贝格可测的集合A, 其勒贝格测度定义为{\displaystyle \lambda (A)=\lambda ^{*}(A)}
勒贝格不可测集合的存在性是选择公理的结果。根据维塔利定理，存在实数R的一个勒贝格不可测的子集。如果A是{\displaystyle \mathbb {R} ^{n}}的子集，且其测度为正，那么A便有勒贝格不可测的子集。
1970年，羅伯特·M·梭羅維证明了，在不带选择公理的策梅洛-弗兰克尔集合论中，勒贝格不可测集的存在性是不可证的（见梭羅維模型）。

## 与其他测度的关系
若 A 博雷尔可測，則其博雷爾測度与勒贝格测度一致；然而，更多的勒贝格可测集是博雷尔不可测的。博雷尔测度是平移不变的，但不是完备的。
哈尔测度可以定义在任何局部紧群上，是勒贝格测度的一个推广（带有加法的{\displaystyle \mathbb {R} ^{n}}是一个局部紧群）。
豪斯多夫测度（参见豪斯多夫维数）是勒贝格测度的一个推广，对于测量{\displaystyle \mathbb {R} ^{n}}的维数比n低的子集是很有用的，例如R³上的曲线、曲面，以及分形集合。注意不能把豪斯多夫测度与豪斯多夫维数混淆。
可以证明，無法在无穷维空间上定義类似的勒贝格测度。

## 参看
- 勒贝格密度定理
- 刘维尔数集的勒贝格测度